# Penghu 1
Penghu 1 – skamieniały fragment żuchwy należący do denisowianina, jednego z wymarłych gatunków homininów, który żył w plejstocenie na terenie obecnego Tajwanu.
Skamieniałość została odkryta przed rokiem 2008 przez rybaków pracujących przy Cieśninie Peskadorskiej, pomiędzy Peskadorami a Tajwanem. Szczątki zostały opisane w 2015 przez międzynarodowy zespół naukowców z Japonii, Tajwanu i Australii. Wiek Penghu 1 szacuje się na 190 000 – 10 000 lat.
Okaz składa się z niemalże kompletnej prawej połowy żuchwy i czterech zębów, w tym trzonowców i zębów przedtrzonowych. Egzemplarz został przypisany do rodzaju Homo na podstawie proporcji żuchwy i zębów. Najbardziej przypomina on szczątki Homo erectusa znalezione w powiecie He w prowincji Anhui, jednak nie jest możliwe ani przyporządkowanie go do konkretnego gatunku, ani ustalenie jego taksonomicznych powiązań, z uwagi na ograniczony materiał. Współautor badań, Yōsuke Kaifu, stwierdził, iż większa część szkieletu jest niezbędna, by móc określić gatunek skamieliny. Paleontolog Mark McMenamin uważa, że zęby tego fragmentu żuchwy są na tyle charakterystyczne, iż można na ich podstawie wydzielić nowy gatunek zwany Homo tsaichangensis. Chińscy antropolodzy Wu Xinzhi i Tong Haowen wstępnie przyporządkowali Penghu 1 do archaicznego Homo sapiens. Nie wykluczyli jednak możliwości, że może być to nowy, osobny gatunek, choć do takiego wniosku niezbędna jest większa liczba kości.
W 2015 Lelo Suvad ogłosił w prasie, że zgadza się z istnieniem nowego gatunku Homo tsaichangensis. W 2025 roku badania przeprowadzone metodą analizy prehistorycznych białek wykazały, że Penghu 1 był denisowianinem.
Pengu 1 jest przechowywany w Muzeum Narodowym Nauki Naturalnej w Taizhongu na Tajwanie.